# Kanton Belle-Île
Belle-Île is een voormalig kanton van het Franse departement Morbihan. Het kanton maakte deel uit van het arrondissement Lorient. Het werd opgeheven bij decreet van 21 februari 2014 met uitwerking op 22 maart 2015.
Het besloeg het gehele eiland Belle-Île-en-Mer.

## Gemeenten
Het kanton Belle-Île omvat de volgende gemeenten:
- Bangor
- Locmaria
- Le Palais (hoofdplaats)
- Sauzon